# Севасті Кіріазі
Сівасті Кіріазі (алб. Sevasti Qiriazi або Sevasti Qiriazi-Dako; 1871–1949) — албанська патріотка, піонерка організації навчання жінок.

## Життєпис
Народилася в 1871 році в місті Манастир Османської імперії, нині місто Бітола Македонії, в сім'ї Кіріазі, де було два брати та дві сестри.
Албанський письменник і публіцист Наїм Фрашері запропонував Севасті навчатися в Robert College у Константинополі, щоб надалі займатися навчанням та вихованням албанських жінок. Вона стала першою албанською жінкою, яка навчалася в американському протестантському коледжі, який закінчила у червні 1891 року. Приїхавши до міста Корча, 15 жовтня 1891 року вона відкрила тут першу албанську школу, де їй допомагали брат Герасим та сестра Параскеві. Севасті брала участь у Манастирському конгресі (алб. Kongresi i Manastirit), де обговорювалися питання стандартизації албанської абетки. Надавала допомогу з підготовки та публікації підручників з граматики для початкової школи, редагувала підручник з історії. Ця школа була відома під ім'ям Кіріазі ще довго після Першої світової війни.
З початком першої світової війни Кіріазі разом з чоловіком Крісто Дако — журналістом, письменником і політиком і сестрою переїхала до Румунії, а звідти вони емігрували до США. Тут Параскеві працювала у газеті, а Крсто Дако відкрив перші албанські школи в Америці. На початку 1920-х років вся родина повернулося до Албанії, де Севасті стала одним із засновників і директором жіночого інституту в Тирані, названого «Kyrias», а також школи в місті Kamez (разом із чоловіком та сестрою). Під час другої світової війни за свої антифашистські погляди Севасті та Параскеві були схоплені та поміщені до концтабору Баніца біля Белграда, після війни були звільнені та повернулися до Тирани. Через зв'язки Крісто Дако з албанським королем Ахметом Зогу, він і сім'я, включаючи синів і невістку, зазнали репресій і були ув'язнені. Після переживань та інсульту, який стався після смерті сина, Севасті Кіріазі померла 30 серпня 1949 року в Тирані.

## Ушанування пам'яті
- Сестри Кіріазі вважаються «Матерями албанської освіти».[2] Багато навчальних закладів в албанських населених пунктах носять їхні імена, зокрема школа в місті Корча .
- Албано-американська організація жінок у Нью-Йорку носить ім'я сестер Кіріазі.